# Kanya Fujimoto
Kanya Fujimoto (藤本 寛也, Fujimoto Kanya), né le 1er juillet 1999 à Yamanashi au Japon, est un footballeur japonais. Il évolue au poste d'ailier droit à Birmingham City.

## Biographie

### En club
Né dans la préfecture de Yamanashi au Japon, Kanya Fujimoto est formé par le Tokyo Verdy. Le 7 octobre 2017, alors qu'il évolue avec l'équipe U18, est annoncé sa promotion en équipe première pour la saison prochaine. 
Il joue son premier match en professionnel le 25 février 2018, lors d'une rencontre de deuxième division japonaise face au JEF United Chiba. Il est titularisé au poste d'ailier droit et son équipe s'impose (2-1 score final).
Fujimoto marque son premier but en professionnel le 27 juin 2018 face au Fagiano Okayama, en championnat. Titulaire, il donne la victoire à son équipe en étant l'unique buteur de la rencontre.
Le 5 août 2020, Kanya Fujimoto rejoint le Portugal et le Gil Vicente FC sous forme de prêt. Il joue son premier match sous ses nouvelles couleurs le 3 octobre 2020 contre le CD Santa Clara, en championnat. Il entre en jeu à la place d'Antoine Leautey et les deux équipes se neutralisent. Fujimoto inscrit son premier but pour Gil Vicente le 9 février 2021 face au Sporting CP, en championnat. Son équipe s'incline tout de même par un but à zéro.
Le 27 juin 2021, le prêt de Fujimoto au Gil Vicente FC est prolongé d'une saison.

### En équipe nationale
Avec les moins de 18 ans Fujimoto joue un total de six matchs entre 2016 et 2017.
Fujimoto, joue également avec les moins de 19 ans, participant avec cette sélection à la  Coupe d'Asie  des moins de 19 ans, où il joue trois matchs.
Kanya Fujimoto est sélectionné avec l'équipe du Japon des moins de 20 ans, pour participer à la Coupe du monde des moins de 20 ans en 2019. Lors de cette compétition organisée en Pologne, il joue deux matchs, à chaque fois comme titulaire. Il se fait notamment remarquer durant la phase de groupe en délivrant deux passes décisives lors de la victoire de son équipe contre le Mexique (0-3). Le Japon est éliminé en huitièmes de finale par la Corée du Sud (0-1 score final), futur finaliste de la compétition.